# Гірканія
36°58′04″ пн. ш. 55°00′43″ сх. д. / 36.967822° пн. ш. 55.011854° сх. д.
Гірканія (дав.-гр. Ὑρκανία з ін.-перс. Verkâna, — «Країна вовків») — грецька назва області вздовж південно-східного берега Каспійського моря, в басейні сучасних річок Гурган і Атрек, що входила до складу Персії.

## Історія
Як свідчить староперська назва, Гірканія здавна була заселена небезпечними хижаками (вовки, тигри). За назвою країни в давнину Каспійське море називалося Гірканським. Перша згадка країни міститься у написі на бегістунській скелі, де володар Гірканії значиться, як один із повстанців проти перського царя Дарія I. За Дарія Гірканія була об'єднана з Мідією. Пізніше разом з Парфією утворила окрему сатрапію.
Александр Македонський під час свого походу на Персію підкорив Гірканію, заволодівши її головним містом Задракарта (ймовірно нинішній Горган).
Як повідомляє Страбон, Гірканія є просторою родючею рівнинною землею, багатою виноградниками, фініковими садами, зерном та медом. Серед міст Гірканії він перелічує Талаброку, Самаріану, Карту і Тапу, яку називає столицею цієї країни. До річок Гірканії Страбон зараховує Окс та Ох. Також він стверджує, що гірканці не плавають морем, в той же час описуючи Окс як активну торгову річку.
В сучасному світі територія Гірканії розділена між Іраном (остани Гілян, Мазендеран, Голестан) та Туркменістаном (південь Балканського велаяту).